# Олищки манастир
Вижте пояснителната страница за други значения на Свети Врач.
Олищкият манастир „Свети Безсребреници Козма и Дамян“ или „Свети Врач“ (на гръцки: Μονή Αγίων Αναργύρων) е манастир в Егейска Македония, Гърция. Манастирът е разположен в областта Пополе край село Олища (Мелисотопос), на територията на дем Костур.

## История
В синаксара на Свети Нектарий Битолски се казва, че манастирът е основан в 1457 година. Манастирът преживява разцвет в XVIII век. В 1857 година върху основите на стария храм е построена новата църква „Свети Безсребреници“. Част от иконите на стария храм са запазени. Така например на една икона „Ангелски събор“ се чете: „ΣΥΝΑΞΕΙΣ ΤΩΝ ΑΓΓΕΛΩΝ - ΕΙΚΟΝΑ η οποία ζωγραφήθηκε με έξοδα του δούλου του Θεού Θεοχάρη Γεωργίου εκ Καστοριας 1764“. Иконата на Иисус Велик Архиерей е надписана: „ΙCΟΥC ΑΡΧΙΕΡΕΥC 1763“, тази на Свети Спиридон: „ΑΓ. ΣΠΥΡΙΔΩΝ 1794 Δέησις του δούλου του Θεού Κούσπα Βασίλη“, тази на Архангел Гавриил: „ΑΡΧΑΓΓΕΛΟΣ ΓΑΒΡΙΗΛ παρά Στυλιανού ζωγράφου εκ Πελκανού 1875 Σεπτεμβρίου 10“. На друга икона има надпис „Δαπάνη του Αρχιμανδρίτη κυρίου Ιωαννικίου του εκ Βλάχου Κλεισούρας Ιοθνίου 1880. Ο εκ της επαρχίας Σισανλιου Πρωτοσύγκελλος Αγαθάγγελος ζωγράφος εκ Σελίτσης“.
- Икони от католикона
- „Архангелски събор“
- „Света Богородица Врефократуса“
- „Свети Йоан Кръстител“

На вече несъществуващия параклис аязмо „Животворящ източник“ е имало надпис: „ΙCΤΟΡΗΘΗ Ο ΘΕΙΟC ΚΑΙ ΠΑΝCΕΠΤΟC ΝΑΟC ΕΝ ΟΝΟΜΑΤΙ ΤΗC ΖΩΟΔΟΧΟΥ ΠΗΓΗC ΑΡΧΙΕΡΑΤΕΥΟΝΤΟC ΤΟΥ ΠΑΝΙΕΡΟΤΑΤΟΥ ΑΓΙΟΥ ΚΑΣΤΟΡΙΑΣ ΚΥΡ ΚΥΡ ΝΕΟΦΥΤΟΥ ΤΟΥ ΠΑΝΟCΙΟΤΑΤΟΥ ΚΑΘΗΓΟΥΜΕΝΟΥ ΓΕΡΑΣΙΜΟΥ ΕΝ ΕΤΕΙ ΑΩ - 1800“.
В 1889 година Стефан Веркович („Топографическо-этнографическій очеркъ Македоніи“) пише за манастира:
| „ | Над това село [Тихолища], на един част път разстояние се намира манастирът „Свети Врач“, който отлично управлява своите богати имоти... В манастира има училище, в което се обучават 15-20 деца от двата пола от споменатото село Тихолища и други места. | “ |

Към 1900 година манастирът има 10-12 монаси.
В началото на ХХ век манастирът притежава чифлика Рудник между Куманичево и Загоричани, както и други имоти и много едър и дребен добитък. По-късно, по-голямата част от имотите му са отнети от гръцката държава.
След потушаването на Илинденско-Преображенското въстание в 1903 година, в манастира са много семейства от Загоричани и околните изгорени села.
Много ни спомогна игуменътъ на мънастиря... Нрѣзъ първитѣ дни слѣдъ изгарянието на селата около 4 хиляди души намѣрихме прибѣжище въ св. Врачь. Игуменътъ на мънастиря, ако и гръкъ, но остави на разположение на населението цѣлото мънастирско жито и брашно. Кукурузенитѣ ниви отъ нѣколко десетки дулюма подъ мънастиря бѣха оставени също на населението. Направи се още една фурна въ мънастиря. Постоянно се мѣсѣше и печеше хлѣбъ, нъ пакъ населението не можеше да се нахрани. Нѣкои жени съ много дѣца зимаха брашно, излизаха вънъ отъ мънастиря, замѣсваха го върху нѣкой камъкъ. Послѣ наклаваха огьнь и пенеха замѣсеното. По такъвъ начинъ опеченитѣ турти, кое съ соль, кое безъ соль, се раздаваха на гладнитѣ дѣца.
| Година    | 1913 | 1920 | 1928 | 1940 | 1951 | 1961 | 1971 | 1981 | 1991 | 2001 | 2011 | 2021 |
| --------- | ---- | ---- | ---- | ---- | ---- | ---- | ---- | ---- | ---- | ---- | ---- | ---- |
| Население |      |      |      |      |      | 9    |      |      | 8    | 40   | 9    | 1    |